# Sergentomyia clastrieri
Sergentomyia clastrieri är en tvåvingeart som först beskrevs av Emile Abonnenc 1964.  Sergentomyia clastrieri ingår i släktet Sergentomyia och familjen fjärilsmyggor.
Artens utbredningsområde är Guinea. Inga underarter finns listade i Catalogue of Life.